# Lennart Stekelenburg
Lennart Bastiaan Stekelenburg (Róterdam, 22 de octubre de 1986) es un deportista neerlandés que compite en natación, especialista en el estilo braza.
Ganó dos medallas de bronce en el Campeonato Europeo de Natación de 2010. Participó en los Juegos Olímpicos de Londres 2012, ocupando el séptimo lugar en la prueba de 4 × 100 m estilos.

## Palmarés internacional
| Campeonato Europeo | Campeonato Europeo | Campeonato Europeo | Campeonato Europeo |
| Año                | Lugar              | Medalla            | Prueba             |
| ------------------ | ------------------ | ------------------ | ------------------ |
| 2010               | Budapest (Hungría) | Medalla de bronce  | 50 m braza         |
| 2010               | Budapest (Hungría) | Medalla de bronce  | 4 × 100 m estilos  |